# Distrito electoral federal 16 de Puebla
El Distrito 16 Electoral Federal de Puebla es uno de los 300 distritos electorales en los que se encuentra dividido el territorio de México para la elección de diputados federales y uno de los 16 en los que se divide el estado de Puebla. Su cabecera es el pueblo de Ajalpan.
Municipios:
- Ajalpan
- Altepexi
- Atexcal
- Caltepec
- Coxcatlán
- Coyomeapan
- Coyotepec
- Eloxochitlán
- Huitziltepec
- Ixcaquixtla
- Juan N. Méndez
- Molcaxac
- San Antonio Cañada
- San Gabriel Chilac
- San José Miahuatlán
- Tepexi de Rodríguez
- Tepeyahualco de Cuauhtémoc
- Tlacotepec de Benito Juárez
- San Sebastián Tlacotepec
- Tochtepec
- Vicente Guerrero
- Xochitlán Todos Santos
- Zapotitlán
- Zinacatepec
- Zoquitlán

## Distritaciones anteriores

### Creación de los nuevos distritos desde 1997
De conformidad con la distritación federal  electoral elaborada por el Instituto Federal Electoral (IFE).
Como Distrito 16 Electoral de Puebla hasta 2017, lo formaban un total de veinticuatro municipios, que son Ajalpan, Altepexi, Atexcal, Caltepec, Cañada Morelos, Chapulco, Coxcatlán, Coyomeapan, Coyotepec, Eloxochitlán, Ixcaquixtla, Juan N. Méndez, Nicolás Bravo, San Antonio Cañada, San Gabriel Chilac, San José Miahuatlán, San Sebastián Tlacotepec, Tepexi de Rodríguez, Totoltepec de Guerrero, Vicente Guerrero, Zapotitlán Salinas, Zinacatepec, Zoquitlán.

### Modificaciones de marzo de 2017
En marzo de 2017 el Consejo General del Instituto Nacional Electoral aprobó una modificación el la distribución de los distritos electorales de Puebla.
Cómo el cuarto distrito electoral federal de Puebla hasta 2022 y lo formaron los siguientes municipios: Ajalpan, Altepexi, Caltepec, Cañada Morelos, Coxcatlán, Coyomeapan, Chapulco, Eloxochitlán, General Felipe Ángeles, Nicolás Bravo, Palmar de Bravo, Quecholac, San Antonio Cañada, San Gabriel Chilac, San José Miahuatlán, San Sebastián Tlacotepec, Vicente Guerrero, Zapotitlán, Zinacatepec y Zoquitlán. Esta integración fue definida por el Instituto Nacional Electoral en marzo de 2017.
El Distrito 16 de Puebla fue creado en el proceso de redistritación realizado en 2005, anterior a él Puebla únicamente contaba 15 distritos electorales, por ello, el distro 16 a electo diputados únicamente desde 2006 a la LX Legislatura.

### Modificaciones de diciembre de 2022
En el año 2017  con la nueva distribución distrital al que a Puebla se le eliminó un distrito quedando con 15 y eliminando a Zacapoaxtla cómo cabecera distrital. En su momento pasó a ser Distrito 4 de Ajalpan, sin embargo con el censo de 2020 nuevamente Puebla vuelve a tener 16 y fue dado a conocer a principios de 2022 y aprobado en diciembre de ese mismo año.
Esta integración fue definida por el Instituto Nacional Electoral en diciembre de 2022.

## Diputados por el distrito
- LX Legislatura
  - (2006 - 2007): Mario Mendoza Cortés (PRI)[5]
  - (2007 - 2009): Guillermina López Balbuena (PRI)
- LXI Legislatura
  - (2009 - 2012): Julieta Marín Torres (PRI)
- LXI Legislatura
  - (2009 - 2012): Óscar Aguilar González
- LXII Legislatura
  - (2012 - 2015): Josefina García Hernández
- LXIII Legislatura
  - (2015 - 2018): Hugo Alejo Domínguez
- LXIV Legislatura
  - (2018 - 2021): Inés Parra Juárez
- LXV Legislatura
  - (2021 - 2024): Inés Parra Juárez

## Resultados electorales

### 2009
| Elecciones federales de 2009 | Elecciones federales de 2009                   | Elecciones federales de 2009 | Elecciones federales de 2009   | Elecciones federales de 2009 | Elecciones federales de 2009 |
| Partido/Coalición            | Partido/Coalición                              | Candidato                    | Candidato                      | Votos                        | Porcentaje                   |
| ---------------------------- | ---------------------------------------------- | ---------------------------- | ------------------------------ | ---------------------------- | ---------------------------- |
|                              | Partido Acción Nacional                        |                              | María del Carmen Culebro Casas |                              |                              |
|                              | Partido Revolucionario Institucional           |                              | Julieta Marín Torres           |                              |                              |
|                              | Partido de la Revolución Democrática           |                              | Benjamín Nava Castellano       |                              |                              |
|                              | Coalición Salvemos a México (PT, Convergencia) |                              | Liborio Juárez Temaxte         |                              |                              |
|                              | Partido Verde Ecologista de México             |                              | Odón Abad Sidar Fierro         |                              |                              |
|                              | Partido Nueva Alianza                          |                              | Luis Galicia Castillo          |                              |                              |
|                              | Partido Socialdemócrata                        |                              | María Patricia Cid Rivera      |                              |                              |
|                              | No registrados                                 |                              |                                |                              |                              |
|                              | Nulos                                          |                              |                                |                              |                              |
| Total                        |                                                |                              |                                |                              |                              |
| Fuente:                      |                                                |                              |                                |                              |                              |